# Newton S. Grimwood
Pour les articles homonymes, voir Grimwood (homonymie).
Newton Sanger Grimwood, né le 14 février 1853 à Bristol Township (Comté de Kendall (Illinois)) et mort le 15 juillet 1875 dans le lac Michigan, est un journaliste et aéronaute américain.

## Biographie
Journaliste du Chicago Daily Journal à Chicago, il organise avec Washington Harrison Donaldson un survol événementiel du lac Michigan.
Il embarque ainsi avec Donaldson et John Wise mais les trois hommes disparaissent et seul le corps de Grimwood est repêché. 
Jules Verne relate l'événement dans le chapitre III de son roman Robur-le-Conquérant.
Il est inhumé le 22 août 1875 dans le Oak Grove Cemetery de Bristol.